# Eliana Alexander
Eliana Alexander (Cidade do México, 14 de Dezembro de 1969) é uma atriz mexicana, mais conhecida por seu trabalho como Rita Thomas em Desire.

## Filmografia

### Televisão
- 2006 Desire como Rita Thomas
- 2005 La ley del silencio como Amparo
- 2000 The Bold and the Beautiful como Suzie
- 1999 Beverly Hills, 90210 como Maria Alvarez
- 1999 MadTV como Maria
- 1999 Ángeles como Michelle Santos

### Cinema
- 2009 I.F. como Daisy
- 2008 El Tux como Gloria Lopez
- 2007 Agenda como Magdalena Linney
- 2005 Madam Marina como Marina
- 2005 How the Garcia Girls Spent Their Summer como Nora
- 2001 La llorona del río como Lupita
- 1999 Kiss of a Stranger como Angela
- 1998 Second Skin como Jolie
- 1996 Moment of Truth como Joey